# Cutty Cutshall
Cutty Cutshall, geboren als Robert Dewee Cutshall (Huntingdon (Pennsylvania), 19 december 1911 – Toronto, 16 augustus 1968), was een Amerikaanse jazztrombonist.

## Biografie
Cutshall begon zijn carrière als muzikant in Pittsburgh, waar hij deelnam aan een tournee met de dansband van Charley Dornberger in 1934. In 1938 werd hij lid van het Jan Savitt Orchestra; daarna speelde hij met Benny Goodman begin jaren 1940 en na zijn militaire dienst opnieuw in 1946. Aan het einde van het decennium werkte hij met Billy Butterfield in de New Yorkse jazzclub Nick's en als freelance muzikant in New York. Zijn samenwerking met Eddie Condon begon in 1949 en zou tien jaar duren. Hij speelde tijdens deze periode ook met Max Kaminsky en Peanuts Hucko en trad op tijdens de Colorado Jazz Party van 1963 tot 1966. Hij was ook lid van de Nine Greats of Jazz-formatie, die later de World's Greatest Jazz Band werd. Cutshall toerde voor het laatst met Condon in 1968. Cutty Cutshall werkte ook mee aan opnamen van Bob Crosby, Jimmy McPartland, Jimmy Dorsey, Yank Lawson/Bob Haggart en Wild Bill Davison. Hij werd sterk beïnvloed door Jack Teagarden.

## Overlijden
Cutty Cutshall overleed in augustus 1968 op 56-jarige leeftijd in een hotelkamer in Toronto.
- Bibliothèque nationale de France: cb13892893b (data)
- Gemeinsame Normdatei: 134876520
- International Standard Name Identifier: 0000 0000 5515 0365
- Library of Congress Control Number: n93021310
- MusicBrainz: 2c6720a5-a8cd-4406-9354-c473949a5d58
- SNAC: w6s041fq
- Virtual International Authority File: 71577581
- WorldCat: E39PBJxmCpGrH6GChppTH6gR8C